# كريستوف هوفمان
كريستوف هوفمان (بالألمانية: Christoph Hoffmann)‏ هو عالم عقيدة وسياسي ألماني، ولد في 2 ديسمبر 1815 في ليونبرغ في ألمانيا، وتوفي في 8 ديسمبر 1885 في القدس في فلسطين، الدولة العثمانية. انتخب عضو برلمان فرانكفورت.

## روابط خارجية
- كريستوف هوفمان على موقع الموسوعة البريطانية (الإنجليزية)